# Pegomya variegata
Pegomya variegata este o specie de muște din genul Pegomya, familia Anthomyiidae. A fost descrisă pentru prima dată de Huckett în anul 1939. Conform Catalogue of Life specia Pegomya variegata nu are subspecii cunoscute.